# Gavin Singh
Gavin Singh (Georgetown, 15 december 1987) is een Guyaans-Surinaams cricketspeler.

## Biografie
Gavin Singh werd geboren in de Guyanaanse hoofdstad Georgetown en kwam internationaal uit voor Suriname.
Hij speelde in 2015 tijdens op het World Cricket League Division Six, een toernooi dat onder auspiciën van de International Cricket Council werd georganiseerd. Suriname won dit toernooi.
Singh zou vervolgens in 2016 met het Surinaamse team uitkomen op de World Cricket League Division Five. Hieruit trok Suriname zich terug, omdat de Vanuatu Cricket Association de nationaliteit van enkele spelers ter discussie stelde, onder wie van Singh, Muneshwar Patandin, Wasim Haslim, Vishwar Shaw en Sauid Drepaul. Vanatu was in het vorige toernooi in de halve finale uitgeschakeld door Suriname.